# Cortaccia sulla Strada del Vino
Kurtatsch tiếng Ý: Cortaccia sulla strada del vino; tiếng Đức: Kurtatsch an der Weinstraße; Archaic (năm 300): Curtacium, Kurtazo, Cortazum, Cortezum, Curtacia, Curtatschum; Latin: Curtis) là một đô thị ở tỉnh Bolzano-Bozen trong vùng Trentino-Alto Adige/Südtirol của Ý, có vị trí cách khoảng 30 km về phía đông bắc của thành phố Trento và khoảng 25 km southwest of thành phố Bolzano/Bozen. Tại thời điểm ngày 31 tháng 12 năm 2004, đô thị này có dân số 2.145 người và diện tích là 29,4 km².
Đô thị Kurtatsch có các frazioni (các đơn vị cấp dưới, chủ yếu là các làng) Graun (Corona), Fennberg (Favogna), Hofstatt, Entiklar (Niclara), và Penon (Penone).
Kurtatsch giáp các đô thị: Neumarkt (Egna), Margreid (Magrè), Tramin (Termeno), Coredo, Roverè della Luna, Ton, Tres, và Vervò.